# Carmen Jordá
Carmen Jordá Buades, född 28 maj 1988, är en spansk racerförare.

## Racingkarriär

### Indy Lights
Den 19 januari 2010 testade Jordá en Indy Lights-bil för Walker Racing på Sebring International Raceway och senare även för Andersen Racing på Barber Motorsports Park. Nästan två månader senare, den 8 mars 2010, meddelade Jordá att hon hade skrivit på ett kontrakt med Andersen Racing för 2010 års Indy Lights-säsong. Hon tog sammanlagt 84 poäng och blev sextonde i mästerskapet.

### GP3 Series
Inför 2012 bytte Jordá serie till GP3 Series, där hon skulle tävla för Ocean Racing Technology. Jordá hade en tuff säsong och blev som bäst trettonde på Valencia Street Circuit, jämfört med hennes stallkamrat, Kevin Ceccon, som lyckades bli trea vid ett tillfälle.
Hon fortsatte att tävla i GP3 under 2013, men bytte team till Bamboo Engineering. Denna säsongen gick ännu sämre än den föregående, då hon som bäst gick i mål på sjuttonde plats på Autodromo di Monza.
Jordá fortsatte i serien även 2014, men bytte team igen, denna gången till Koiranen GP. Hon tog inte en enda poäng under säsongen, och avslutade dessutom säsongen två tävlingshelger tidigare. Hennes ersättare, Dean Stoneman, tog omedelbart pole position och vann två av de fyra återstående tävlingarna.

### Formel 1
Den 26 februari 2015 bekräftades Jordá som F1-stallet Lotus utvecklingsförare för 2015 års säsong. Utnämningen kritiserades starkt av bland annat hennes tidigare teamkamrat, Robert Cregan, som skrev att "Carmen Jordá kan inte framkalla en film, än mindre utveckla en F1 hybrid".